# Яруга (Хмельницкая область)
Яруга (укр. Яруга) — село в Каменец-Подольском районе Хмельницкой области Украины.
Население по переписи 2001 года составляло 189 человек. Почтовый индекс — 32394. Телефонный код — 3849. Занимает площадь 0,854 км².

## Происхождение названия
Название произошло от слова «яруга» (крутостенная балка; овраг, прекративший рост). «Яруга» (укр.) — глубокий крутой яр.

## Местный совет
32394, Хмельницкая обл., Каменец-Подольский р-н, с. Врублевцы